# Shrek 2 (jogo eletrônico)
Shrek 2 é um jogo de ação e aventura e plataforma, foi desenvolvido pela Luxoflux e publicado pela  Activision, foi lançado em 4 de maio de 2004 e baseado no filme homónimo.
O jogador em cada fase pode escolher quatro persongens sendo um ou dois pode ser controlável, além disso o jogo tem bônus que ajudam o jogador a ter mais moedas de ouro.

## Recepção
Todas as versões de Shrek 2 receberam críticas mistas a positivas, com exceção do port para PC. A GameRankings e o  Metacritic deram, respecticamente, uma média ponderada de 72.56% e 72/100 para a versão de Game Boy Avance; 72.27% e 70/100 para a versão de GameCube; 71.92% e 71/100 para a versão de PlayStation 2; 71.29% e 72/100 para a versão de Xbox; 62.90% e 55/100 para a versão de PC; e 49% para a versão mobile.
Mary Jane Irwin da IGN disse que as versões de GameCube, Xbox, e PlayStation 2 são "um passeio divertido pelo mundo do filme," e Craig Harris, outro revisor da IGN, disse que a versão de GBA era "um deleite absoluto, especialmente para aqueles que apreciam o estilo de arte do filme", embora ele afirme que não é "nada novo".

## Ligações Externas
- Shrek 2. no IMDb.
- Site oficial do jogo
- Shrek 2 (GameCube, PlayStation 2 e Xbox) no MobyGames
- Shrek 2 (Windows, Mac) no MobyGames